# Tim Brown (patinage artistique)
Pour les articles homonymes, voir Brown et Timothy Brown.
Timothy Tuttle Brown dit Tim Brown, né le 24 juillet 1938 à Loup City (Nebraska) et mort le 14 septembre 1989 à San Francisco (Californie), est un patineur artistique américain. Il est double médaillé d'argent aux championnats du monde de 1957 et 1958.

## Biographie

### Carrière sportive
Quadruple vice-champion des États-Unis de 1957 à 1960, vice-champion nord-américain en 1959 et double vice-champion du monde en 1957 et 1958, Tim Brown n'a jamais remporté de titre majeur national et international au niveau senior.
Il a également participé aux Jeux olympiques d'hiver de 1960 où il s'est classé 5e.
En 1961, malade après sa 3e place aux championnats américains, il doit déclarer forfait pour les championnats nord-américains et les mondiaux. Cette décision lui a sauvé la vie puisqu'il n'était pas dans l'avion qui amenait l'équipe américaine aux championnats du monde à Prague et qui s'est écrasé près de Bruxelles le 15 février 1961.
Tim Brown a également participé à des compétitions de danse sur glace, remportant la médaille de bronze aux championnats nationaux de 1958 avec sa partenaire Susan Sebo.
Il quitte le patinage amateur en 1961.

### Mort
Tim Brown meurt du sida en 1989 à l'âge de 51 ans.

## Palmarès
| Compétition | 1956 | 1957 | 1958 | 1959 | 1960 | 1961 |
| Jeux olympiques d'hiver                                                                                              |      |      |      |      | 5e   |      |
| Championnats du monde                                                                                                |      | 2e   | 2e   | 3e   |      | CA   |
| Championnats d'Amérique du Nord                                                                                      |      | 3e   |      | 2e   |      | F    |
| Championnats des États-Unis                                                                                          | 4e   | 2e   | 2e   | 2e   | 2e   | 3e   |
| Légende : F = Forfait ; CA = Championnats du monde 1961 annulés à cause de la catastrophe aérienne du vol 548 Sabena |      |      |      |      |      |      |